# ليندا دافيلد
ليندا دافيلد (بالإنجليزية: Linda Duffield)‏ هي دبلوماسية بريطانية، ولدت في 18 أبريل 1953.